# Seznam dílů seriálu Life Sentence
Toto je seznam dílů seriálu Life Sentence. Americký komediálně-dramatický televizní seriál Life Sentence vysílala stanice The CW v roce 2018, celkově vzniklo 13 dílů.

## Přehled řad
| Řada | Díly | Premiéra v USA | Premiéra v USA  |
| Řada | Díly | První díl      | Poslední díl    |
| ---- | ---- | -------------- | --------------- |
| 1    | 13   | 7. března 2018 | 15. června 2018 |

## Seznam dílů
| Č. v seriálu | Původní název                            | Režie              | Scénář                                      | Premiéra v USA  |
| ------------ | ---------------------------------------- | ------------------ | ------------------------------------------- | --------------- |
| 1            | Pilot                                    | Lee Toland Krieger | Erin Cardillo a Richard Keith               | 7. března 2018  |
| 2            | Re-Inventing the Abbotts                 | John T. Kretchmer  | Erin Cardillo a Richard Keith               | 14. března 2018 |
| 3            | Clinical Trial and Error                 | David Warren       | Margaret Easley a Laura Putney              | 21. března 2018 |
| 4            | How Stella Got Her Groove On             | Roger Kumble       | Lisa Melamed, Erin Cardillo a Richard Keith | 28. března 2018 |
| 5            | Wes Side Story                           | Arlene Sanford     | Oliver Goldstick                            | 4. dubna 2018   |
| 6            | Who Framed Stella Abbott?                | Norman Buckley     | Nelson Soler                                | 27. dubna 2018  |
| 7            | Our Father the Hero                      | Viet Nguyen        | Tad Safran                                  | 4. května 2018  |
| 8            | Sleepless Near Seattle                   | Ellen S. Pressman  | Zach Dodes                                  | 11. května 2018 |
| 9            | What to Expect When You're Not Expecting | John T. Kretchmer  | Louisa Levy                                 | 18. května 2018 |
| 10           | The Way We Work                          | Janice Cooke       | Laura Putney a Margaret Easley              | 25. května 2018 |
| 11           | Frisky Business                          | Tessa Blake        | Nelson Soler, Erin Cardillo a Richard Keith | 1. června 2018  |
| 12           | Love Factually                           | Michael Grossman   | Oliver Goldstick                            | 8. června 2018  |
| 13           | Then and Now                             | John T. Kretchmer  | Erin Cardillo a Richard Keith               | 15. června 2018 |